# 天主教盧本巴希總教區
天主教盧本巴希總教區（拉丁語：Archidioecesis Lubumbashiensis）是羅馬天主教以剛果民主共和國一個教省總教區，下轄七個教區。
2004年有教友884,700人，佔轄區總人口44.8%。教區下轄七十五個堂區，有186名司鐸。現任教區總主教為讓-皮耶爾·塔豐加·姆巴約。
1910年8月5日成立加丹加宗座監牧區。1932年3月22日升為宗座代牧區。1959年11月10日升為伊麗莎白維爾總教區。1966年5月30日易名至今。